# Atypical
Atypical er en amerikansk tv-serie skabt af Robia Rashid for Netflix. Den handler om 18-årige Sam Gardner (Kier Gilchrist), som er på det autistiske spektrum. Den første sæson blev udgivet den 11. august 2017 og består af 8 episoder. Anden sæson består af 10 episoder og blev udgivet den 7. september 2018. Tredje sæson udkom 1. november 2019 og består også af 10 episoder.

## Plot
Sam Gardner, en 18-årig dreng med autisme fra Connecticut, beslutter sig for at finde sig en kæreste og opnå mere uafhængighed. Hans selvopdagelse fører til, at hele familien opdager ting om sig selv. Sam er fanatisk optaget af Antarktis i almindelighed og pingviner i særdeleshed. Dette er et emne, han ofte tyr til, når han ender i situationer, han ikke altid kan forklare.

## Medvirkende

### Hovedroller
- Keir Gilchrist som Samuel[5] 'Sam' Gardner.
- Brigette Lundy-Paine som Casey Gardner[1], Sams lillesøster.
- Jennifer Jason Leigh som Elsa Gardner[5], Sam og Caseys mor.
- Michael Rapaport som Doug Gardner[5], Sam og Caseys far og Elsas mand.
- Amy Okuda som Julia Sasaki[1], Sams terapeut.

### Biroller
- Graham Rogers som Evan Chapin[1], Caseys kæreste.
- Nik Dodani som Zahid Raja[1], Sams bedste ven.
- Raúl Castillo som Nick[1], en bartender som Elsa har en affære med.
- Jenna Boyd som Paige Hardaway[1], Sams "practice girlfriend".
- Rachel Redleaf som Beth Chapin[1], Evans søster.
- Fivel Stewart som Izzie Taylor[1], Caseys ven.